# Negrosdolksteekduif
De negrosdolksteekduif (Gallicolumba keayi) is een duif uit het geslacht Gallicolumba. De vogel werd in 1900 door de Britse vogelkundige William Eagle Clarke geldig beschreven. Het is een ernstig bedreigde, endemische vogelsoort op de Filipijnse eilanden Negros en Panay.

## Kenmerken
De vogel is gemiddeld 30 cm, de vleugellengte is 15 cm. De negrosdolksteekduif lijkt op de Mindoro-dolksteekduif en de gewone dolksteekduif en is ook endemisch voor de Filipijnen. Zij hebben als meest opvallende kenmerk een rode vlek op de verder lichte borst, waarbij het lijkt alsof ze met een dolk gestoken zijn. De "bloedvlek" van de negrodolksteekduif is langer en smaller. De kruin, nek, mantel en binnenste kleine vleugeldekveren zijn iriserend groen. Er loopt een brede lichtgrijze band over de opgevouwen vleugel. De rest van de vleugel en de bovenkant van de staart zijn donkerbruin.

## Verspreiding en leefgebied
Op Negros kwam de soort tot de 19e eeuw veelvuldig voor. Sinds 1980 is de soort hier nog slechts op één locatie waargenomen. De soort komt nog voor op Panay. Het leefgebied is onaangetast regenwoud, waar de vogel rondscharrelt op de bosbodem. De soort is rond 2005 nog aangetroffen in zwaar door houtkap aangetast bos op 800 tot 1200 m boven de zeespiegel.

## Voortplanting
Men heeft negrosdolksteekduiven met vergrote gonaden waargenomen in april en mei. Een net geboren jong is waargenomen in de maand mei. Over het nest en de eieren in het wild is niets bekend.

## Status
De negrosdolksteekduif is erg zeldzaam. BirdLife International schatte hun aantal in 2018 op 50 tot 250 volwassen exemplaren. In 1988 was op Negro nog slecht 4% en op Panay nog maar 8% over van het oppervlak aan primair regenwoud. Deze aantasting van het leefgebied door houtkap, houtskoolwinning en omzetting van bos in gebied voor agrarisch gebruik gaat door. Daarnaast is er stroperij. Daardoor is de kans op uitsterven aanwezig. Om deze redenen staat deze soort als ernstig bedreigd (kritiek) op de Rode Lijst van de IUCN.